# Diomede Catone
Diomede Catone (Zona di Treviso, 1560-1565 – Danzica, 1627) è stato un compositore e liutista italiano attivo in Polonia e Lituania.
È noto soprattutto per la sua musica strumentale. Combinò lo stile del tardo Rinascimento con quello del nascente barocco e fuse elementi italiani con la musica tradizionale polacca. Fu anche uno dei primi compositori italiani a visitare la Svezia.

## Biografia
Nacque nella zona di Treviso fra il 1560 e il 1565, forse a Serravalle, dove i documenti indicano che suo padre era insegnante. Verso il 1565 la sua famiglia, di religione protestante, fuggì dall'Italia per evitare l'Inquisizione e si stabilì in Polonia. Catone, che era emigrato prima di aver compiuto i cinque anni, ricevette tutta la sua educazione musicale a Cracovia, dove la famiglia prese dimora. La prima attestazione di un suo impiego risale al 1588, quando fu ingaggiato come liutista alla corte del re Sigismondo III Vasa, un incarico che svolse fino al 1593. Nel 1591 scrisse la musica per le nozze di Jan Kostka al castello di Świecie; la famiglia Kostka era probabilmente legata a lui da un rapporto di committenza o di patronato, infatti Stanisław Kostka gli lasciò una cospicua eredità nel 1602.
Nel 1593 e nel 1594 si recò in Svezia con il re Sigismondo: la sua fama come liutista e compositore era notevole; ancora nel 1600 era il compositore di origine italiana più famoso in Svezia. Parte della sua musica, fra cui alcune danze polacche, si è conservata solo attraverso fonti svedesi. Un'ultima traccia della sua vita risale al 1619, quando si una trova una notizia, di cui non si può confermare l'autenticità, che in quell'anno avrebbe suonato il liuto.
Fu sepolto il 27 aprile 1627 nel cimitero della basilica di San Nicola di Danzica.

## Musica
Catone scrisse musica vocale e strumentale, sia sacra sia profana, ma le sue composizioni più celebri sono quelle per liuto. I brani per liuto comprendono dozzine di composizioni in molte forme e stili: choreae polonicae, fantasie, gagliarde, trascrizioni di madrigali italiani, passemmezzi e preludi, che furono tutti eseguiti da lui stesso. Stilisticamente, i brani spaziano per tutto lo spettro di possibilità del liuto. I preludi sono accordali. per la maggior parte; le fantasie sono ricercari imitativi; e vi è una serie di otto danze polacche, che probabilmente derivano dal repertorio popolare. Alcuni aspetti del primo barocco sono evidenti nella musica di Catone, come l'uso di brevi motivi che ricorrono per unire sezioni più lunghe e l'uso di sezioni di collegamento episodiche fra le esposizioni del tema; d'altro canto, parte delle composizioni per liuto prevedono versi di carattere vocale in stile imitativo, come era comune fra i polifonisti della seconda metà del XVI secolo.
La musica strumentale di Catone comprende anche brani per gruppi di viole da gamba e per clavicembalo solista.
Fra le opere vocali si trovano un repertorio di canzoni sacre polacche raccolte in una collezione intitolata Rytmy łacińskie dziwnie sztuczne ... per quattro voci e liuto, e Pieśń o świętym Stanisławie, per quattro voci a cappella. Scrisse anche un madrigale italiano, Tirsi morir volea, per cinque voci, sebbene ne esista solo un arrangiamento per voce sola e accompagnamento strumentale: una trascrizione che potrebbe indicare una conscia convergenza alla nuova concezione barocca del madrigale a voce sola.